# Seinäjoen keskuskenttä
 (janvier 2020).
Si vous disposez d'ouvrages ou d'articles de référence ou si vous connaissez des sites web de qualité traitant du thème abordé ici, merci de compléter l'article en donnant les références utiles à sa vérifiabilité et en les liant à la section « Notes et références ».
Seinäjoen keskuskenttä est un stade d'athlétisme et de football à Seinäjoki, en Finlande. D'une capacité de 4 500 spectateurs, c'est le stade utilisé pour ses rencontres à domicile par l'équipe réserve du Seinäjoen Jalkapallokerho. L'équipe fanion de ce dernier club évoluait dans ce stade avant de déménager dans le nouveau stade d'OmaSP Stadion (en) en 2016.
Inauguré en 1952, le stade est rénové en 1975.